# Tomares
- Pels membres de la dinastia Tomara vegeu Tomara

Tomares és una localitat de la província de Sevilla, Andalusia, Espanya. L'any 2006 tenia 20.705 habitants. La seva extensió superficial és de 5 km² i té una densitat de 4.141 hab/km². Les seves coordenades geogràfiques són 37° 22′ N, 6° 02′ O. Està situada a una altitud de 78 metres i a 4 kilòmetres de la capital de la província, Sevilla.

## Demografia
| 1998   | 1999   | 2000   | 2001   | 2002   | 2003   | 2004   | 2005   | 2006   | 2007   |
| ------ | ------ | ------ | ------ | ------ | ------ | ------ | ------ | ------ | ------ |
| 17.028 | 17.414 | 17.842 | 18.196 | 18.551 | 18.992 | 19.238 | 20.127 | 20.705 | 21.099 |